# 鳞芽里白
鳞芽里白（学名：Diplopterygium laevissimum），又名光里白，为里白科里白属下的一个种。

## 扩展阅读
- 維基物種上的相關：鳞芽里白